# Autoestrada A8 (Itália)
A Autoestrada A8 (também conhecida como Autostrada dei Laghi, assim como a A9) é uma autoestrada no norte da Itália que conecta Milão a Varese. 

## História
Na década de 1920, o engenheiro italiano Piero Puricelli foi um dos pioneiros mundiais do conceito de autoestrada, ou seja, uma via reservada ao tráfego expresso, pontuada por pedágios que cobririam os custos de construção e manutenção. Em 1921, Puricelli declarou esta ideia uma "utilidade pública" e, como consequência, o projeto pôde ser utilizado.
Em 21 de setembro de 1924 é inaugurado em Linate o primeiro trecho (Milão-Varese) da que se converteria na Autostrada dei Laghi (Autoestrada dos lagos, em italiano). Ela foi também a primeira autoestrada com pedágio da Itália, e a segunda no mundo, atrás da AVUS de Berlim.
A obra do segmento Milão-Varese custou, à época, 90 milhões de liras e sua inauguração contou com a presença do Vítor Emanuel III.
Hoje a autoestrada começa com o nome de A8 em Milão, mas se divide em duas ao passar por Linate: em direção a Varese continua com o mesmo nome, mas muda para A9 em direção a Como. Possui grande importância logística, pois serve como conexão para a maioria das mercadorias que saem da zona de Milão e vão para o norte da Europa.

## Rota
| MILANO - VARESE Autostrada dei Laghi | |                    |      |           |                  |
| Tipo                                 | Saída                                                                                                  | align="center"↓km↓ | ↑km↑ | Província | Estrada Europeia |
|                                      | Milano Viale Certosa Cavalcavia del Ghisallo - San Siro                                                | -1,0               | 43,6 | MI        |                  |
|                                      | Venezia                                                                                                | -0,9               | 43,5 | MI        |                  |
|                                      | Fiera di Milano                                                                                        | 2,0                | 40,6 | MI        |                  |
|                                      | Barriera Milano Nord pedaggio € 1,70 pedaggio con car pooling € 0,50 (seg-sex 6.30/9.30 - 17.30/20.00) | 5,5                | 37,1 | MI        |                  |
|                                      | Tangenziale Ovest di Milano (1) Torino                                                                 | -                  | 36,8 | MI        |                  |
|                                      | Arese (2)                                                                                              | 6,3                | -    | MI        |                  |
|                                      | Area di servizio "Villoresi"                                                                           | 7,6                | 35,0 | MI        |                  |
|                                      | Lainate € 0,70                                                                                         | 8,1                | 34,5 | MI        |                  |
|                                      | 22px Como - Chiasso                                                                                    | 10,3               | 32,3 | MI        |                  |
|                                      | Origgio ovest (3)                                                                                      | 12,0               |      | VA        |                  |
|                                      | Legnano Rescaldina (4)                                                                                 | 16,3               | 26,3 | MI        |                  |
|                                      | Castellanza                                                                                            | 18,0               | 24,6 | VA        |                  |
|                                      | Busto Arsizio Superstrada Malpensa 2000 - Aeroporto di Milano-Malpensa                                 | 24,5               | 18,2 | VA        |                  |
|                                      | Gallarate € 0,70                                                                                       | 29,9               | 12,7 | VA        |                  |
|                                      | Dir. Gallarate-Gattico                                                                                 | 30,9               | 11,7 | VA        |                  |
|                                      | Barriera Gallarate nord pedaggio € 1,40                                                                | 31,9               | 11,7 | VA        |                  |
|                                      | Cavaria                                                                                                | 33,9               | 8,7  | VA        |                  |
|                                      | Solbiate                                                                                               | 35,7               | 6,9  | VA        |                  |
|                                      | Castronno                                                                                              | 40,1               | 2,5  | VA        |                  |
|                                      | Area Servizio "Brughiera"                                                                              | 40,7               | 1,9  | VA        |                  |
|                                      | Gazzada                                                                                                | 41,7               | 0,9  | VA        |                  |
|                                      | Azzate - Buguggiate                                                                                    | 42,0               | 0,6  | VA        |                  |

(1) interconexão parcial (entrada somente para norte, saída apenas para sul)

(2) liberação parcial (saída apenas norte, entrada apenas sul)

(3) liberação parcial (saída apenas norte)

(4) junção parcial (por Rescaldina entrada e saída somente pelo norte)